# Jordi II de Kakhètia
Jordi II el Malvat fou rei de Kakhètia del 1511 al 1513. Era el fill gran d'Alexandre I de Kakhètia, al que va assassinar i succeir el 1511. Casat amb Eleni, germana de Garsevan Irubakidze, príncep de Saxolokao. Deposat i empresonat per David X de Kartli el 1513. Va morir a la presó el mateix any 1513.